# Jonathan Horton
Jonathan Horton (Houston, 31 de dezembro de 1985) é um ginasta estadunidense que compete em provas de ginástica artística pelos Estados Unidos.
Jonathan iniciou-se na modalidade ao cinco anos, dois após fazer um backflip na cama dos pais. Aos treze, participou de sua primeira competição como representante nacional júnior. No Circle of Stars em Indianápolis, o ginasta conquistou todas as medalhas de ouro individuais disputadas. Aos dezessete, participou de seu primeiro Campeonato Nacional como atleta sênior, conquistando o ouro no salto e nas argolas, e a prata no individual geral e no solo. Internacionalmente, a estreia ocorreu no ano seguinte, nos Jogos Pan-Americanos de Santo Domingo, no qual conquistou a medalha de bronze por equipe.
Em 2007, saiu-se vitorioso do individual geral na Copa América e com a quarta colocação por equipes no Mundial de Stuttgart. Em 2008, Horton qualificou-se para disputar os Jogos Olímpicos de Pequim, durante o Pré-Olímpico, no qual venceu o concurso geral. Na China, Jonathan competiu em três finais - Equipes, individual geral e barra fixa. Na primeira, o ginasta contribuiu para a conquista do bronze. No concurso geral, saiu-se como o melhor estadunidense da edição, em nono lugar, e, na barra fixa, superou o alemão Fabian Hambüchen e conquistou a prata, atrás do chinês Zou Kai, vencedor da prova.